# Lijst van burgemeesters van Marken
Dit is een lijst van burgemeesters van de voormalige Nederlandse gemeente Marken tot die gemeente op 1 januari 1991 opging in de nieuwe gemeente Waterland.
| Ambtsperiode | Naam burgemeester            | Partij of stroming | Bijzonderheden                                                         |
| ------------ | ---------------------------- | ------------------ | ---------------------------------------------------------------------- |
| 18?? - 18??  | ?                            |                    |                                                                        |
| 18?? - 1844  | Jan Cornelisz. de Groot      |                    |                                                                        |
| 1844 - 1897  | Cornelis (C.) de Groot       |                    |                                                                        |
| 1897 - 1900  | Lambertus (L.) Nilant        |                    | later burgemeester van Almkerk, Renesse, Ouwerkerk en Sint Philipsland |
| 1900 - 1903  | K. Vink                      | ARP                | later burgemeester van Jaarsveld, Lopik en Willige Langerak            |
| 1903 - 1908  | A.J. de Ridder               |                    | later burgemeester van Rozenburg                                       |
| 1908 - 1918  | W.A. de Groot                | ARP                |                                                                        |
| 1918 - 1928  | K. Brug                      | ARP                | later burgemeester van Leiderdorp                                      |
| 1928 - 1936  | Tjaard (T.) Heikens          | CHU                | later burgemeester van Monnickendam en Katwoude                        |
| 1936 - 1940  | Gijsbert (G.) Verheul        | CHU                | later burgemeester van Koudekerk aan den Rijn en Rhoon                 |
| 1940 - 1943  | mr.dr. Gerben (G.) Sterringa |                    |                                                                        |
| 1943 - 1944  | Tjaard (T.) Heikens          | CHU                | waarnemend                                                             |
| 1945 - 1952  | C.P. van Reeuwijk            |                    | later burgemeester van Ommen                                           |
| 1952         | W.N. Kelder                  |                    | waarnemend (burgemeester van Monnickendam en Katwoude)                 |
| 1952 - 1973  | Bauke (B.G.) van Hout        | CHU                | later burgemeester van Zelhem                                          |
| 1973 - 1979  | J.E. de Boer                 | CHU                | later burgemeester van Hengelo (Gld)                                   |
| 1980 - 1986  | Jaap (J.D.) Nederlof         | CDA                | later burgemeester van 's-Gravendeel                                   |
| 1987 - 1991  | Henk (H.P.) Wokke            | CDA                | waarnemend, later burgemeester van Wervershoof                         |